# Кшиштоф Босак
Кшиштоф Босак (пол. Krzysztof Bosak; нар. 13 червня 1982. Зелена Гура) — польський політик. Він був членом Сейму від партії Ліга польських родин з 2005 по 2007 рік і з 2019 року знову є членом Сейму від партії Конфедерація свободи і незалежності. Босак був головою Всепольської молоді з 2005 по 2006 рік і був одним із засновників і на цю мить є заступником голови партії Національний рух. Кандидат у президенти на виборах у Польщі 2020 року .

## Життєпис
В юнацтві Кшиштоф Босак навчався акробатиці, а також віндсерфінгу, був інструктором вітрильного спорту.
З 2001 по 2004 він навчався архітектурі у Вроцлавському університеті науки і технологій. З 2004 до 2008 він навчався економіці у Варшавській школі економіки. Він також вивчав філософію у приватному університеті. Кшиштоф Босак так і не закінчив жодне з навчань.

## Політична кар'єра

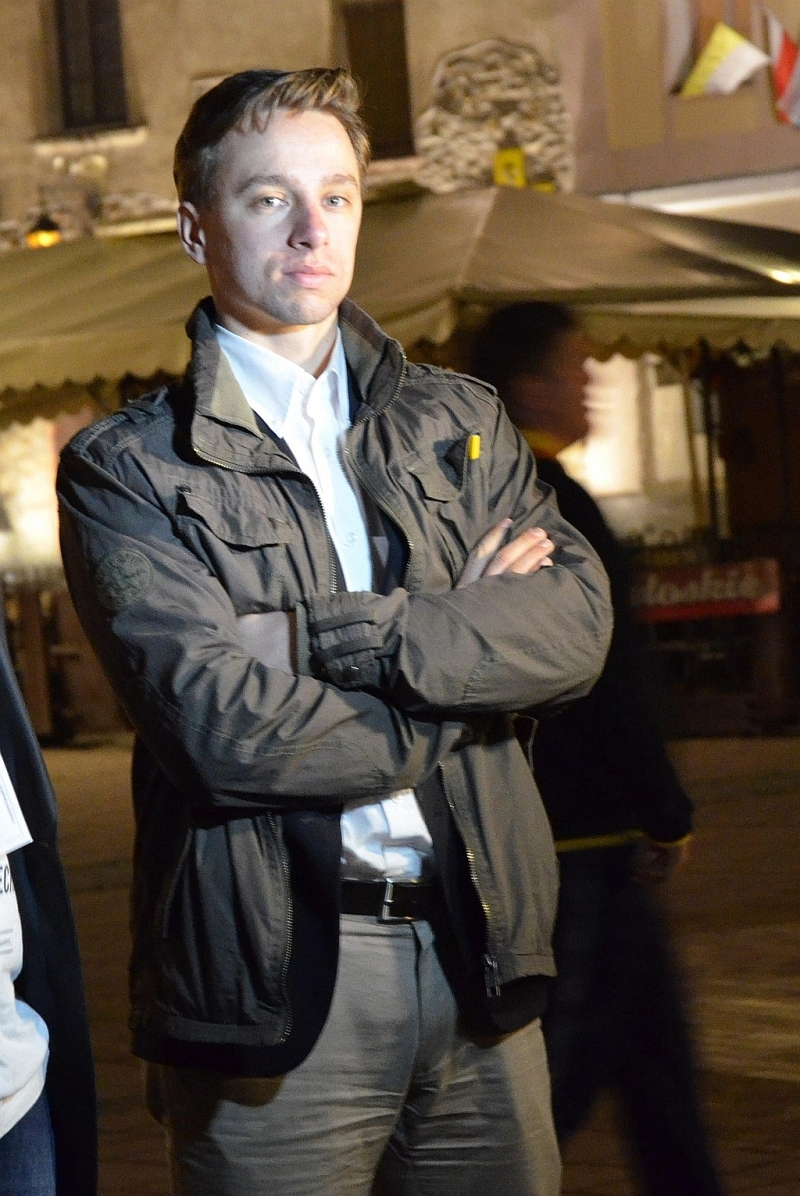
Босак на мітингу на честь Вітольда Пілецького у 2014 році.

Він був обраний до Сейму на виборах 25 вересня 2005 року, отримавши 3764 голоси в окрузі з центром у Зеленій Гурі як кандидат від Ліги польських родин. Таким чином, він став другою наймолодшою людиною, коли-небудь обраною до польського сейму . Він брав участь у шостому польському сезоні Танців з зірками.
13 червня 2008 року він відмовився від свого членства в Лізі польських родин та відмовився від політичного життя. У 2011 році він брав участь у Конгресі Нових Правих, але ніколи не приєднувався до партії. Пізніше він став одним із засновників Національного руху.
Кшиштоф Босак кандидував на виборах Європейського парламенту 2019 року, але не був обраний.
На польських парламентських виборах 2019 року він був обраний членом Сейму. Він отримав 22 155 голосів в окрузі з центром у Кєльці. Його обрали заступником голови та речником партії «Конфедерація свободи і незалежності» в сеймі.
Він був кандидатом на праймаріз президентських виборів 2020 від партії «Конфедерація свободи і незалежності». Він має сильну підтримку серед багатьох фракцій в його політичній групі, а також широкої громадськості. Він виграв праймаріз і його висунули кандидатом в президентм на з'їзді партії у Варшаві 18 січня.

## Політичні позиції
Босак є євроскептиком, і, хоча не виступає за вихід Польщі з Європейського Союзу, він дуже скептично ставиться до нього і вважає, що необхідні реформи. Він визначає себе як націонал-консерватора і як католика-традиціоналіста. На його думку, основні праві партії Західної Європи капітулювали перед ліберальною революцією і більше не пропагують консервативні цінності. Він також критично ставиться до партії «Закон і справедливість», яка, за його словами, швидше за все піде тим самим шляхом, що й праві партії на Заході.

## Блокування перевізниками кордону з Україною
3 листопада 2023 року Кшиштоф Босак та Рафал Меклер на прес-конференції у Сеймі заявили, що коаліція «Конфедерація свободи й незалежності» підтримує акцію з блокування перевізниками кордону з Україною, що має розпочатися 6 листопада.
23 листопада 2023 року Кшиштоф відвідав блокувальників кордону з Україною в селі Медика, біля пункт пропуску Шегині на Підкарпатті, де на спільній прес-конференції заявив, що блокування буде продовжено до січня 2024.

## Електоральна історія
| Вибори | Перший тур | Перший тур | Перший тур | Перший тур |
| Вибори | Голосів    | %          | Позиція    | Результат  |
| ------ | ---------- | ---------- | ---------- | ---------- |
| 2020   | 1 317 380  | 6,78 %     | 4          | Вибув      |